# NGC 4919
NGC 4919 este o galaxie lenticulară situată în constelația Părul Berenicei. A fost descoperită în 5 mai 1864 de către Heinrich Louis d'Arrest. Se află la o distanță de 82,41 de megaparseci de Pământ.